# Marko Marić (giocatore di football americano)
Marko Marić (...) è un ex giocatore di football americano serbo, che ha giocato nel ruolo di wide receiver.